# Liste der Einträge im National Register of Historic Places im Adair County (Kentucky)

Lage des Adair County in Kentucky

Die Liste der Einträge im National Register of Historic Places im Adair County in Kentucky führt alle Bauwerke und historischen Stätten im Adair County auf, die in das National Register of Historic Places aufgenommen wurden.
| [ 2 ] | Name                                  | Bild                         | Eintragsdatum        | Lage                                               | Ort        | Beschreibung                      |
| ----- | ------------------------------------- | ---------------------------- | -------------------- | -------------------------------------------------- | ---------- | --------------------------------- |
| 1     | Adair County Courthouse               | Adair County Courthouse      | 1974 ID-Nr. 74000847 | 500 Public Square 37° 6′ 10″ N, 85° 18′ 22″ W      | Columbia   |                                   |
| 2     | Archeological Site 15 Ad 33           |                              | 1978 ID-Nr. 78001292 | Adresse nicht veröffentlicht                       | Columbia   |                                   |
| 3     | Archeological Site 15 Ad 36           |                              | 1978 ID-Nr. 78001295 | Adresse nicht veröffentlicht                       | Glens Fork |                                   |
| 4     | Archeological Site 15 Ad 54           |                              | 1978 ID-Nr. 78001293 | Adresse nicht veröffentlicht                       | Columbia   |                                   |
| 5     | John Field House                      | John Field House             | 1978 ID-Nr. 78001294 | 111 East Fortune Street 37° 6′ 5″ N, 85° 18′ 23″ W | Columbia   |                                   |
| 6     | Dr. Nathan Gaither House              | Dr. Nathan Gaither House     | 1979 ID-Nr. 79000956 | 100 South High Street 37° 6′ 14″ N, 85° 18′ 27″ W  | Columbia   |                                   |
| 7     | Janice Holt and Henry Giles Log House |                              | 1997 ID-Nr. 97001237 | 302 Spout Springs Road 37° 12′ 17″ N, 85° 8′ 52″ W | Knifley    |                                   |
| 8     | Daniel Trabue House                   | Daniel Trabue House          | 1974 ID-Nr. 74000848 | 299 Jamestown Street 37° 6′ 0″ N, 85° 18′ 13″ W    | Columbia   |                                   |
| 9     | Zion Meetinghouse and School          | Zion Meetinghouse and School | 1976 ID-Nr. 76000843 | KY 55 37° 3′ 2″ N, 85° 15′ 44″ W                   | Columbia   | 1837 errichtetes Versammlungshaus |